# Jalen Smith

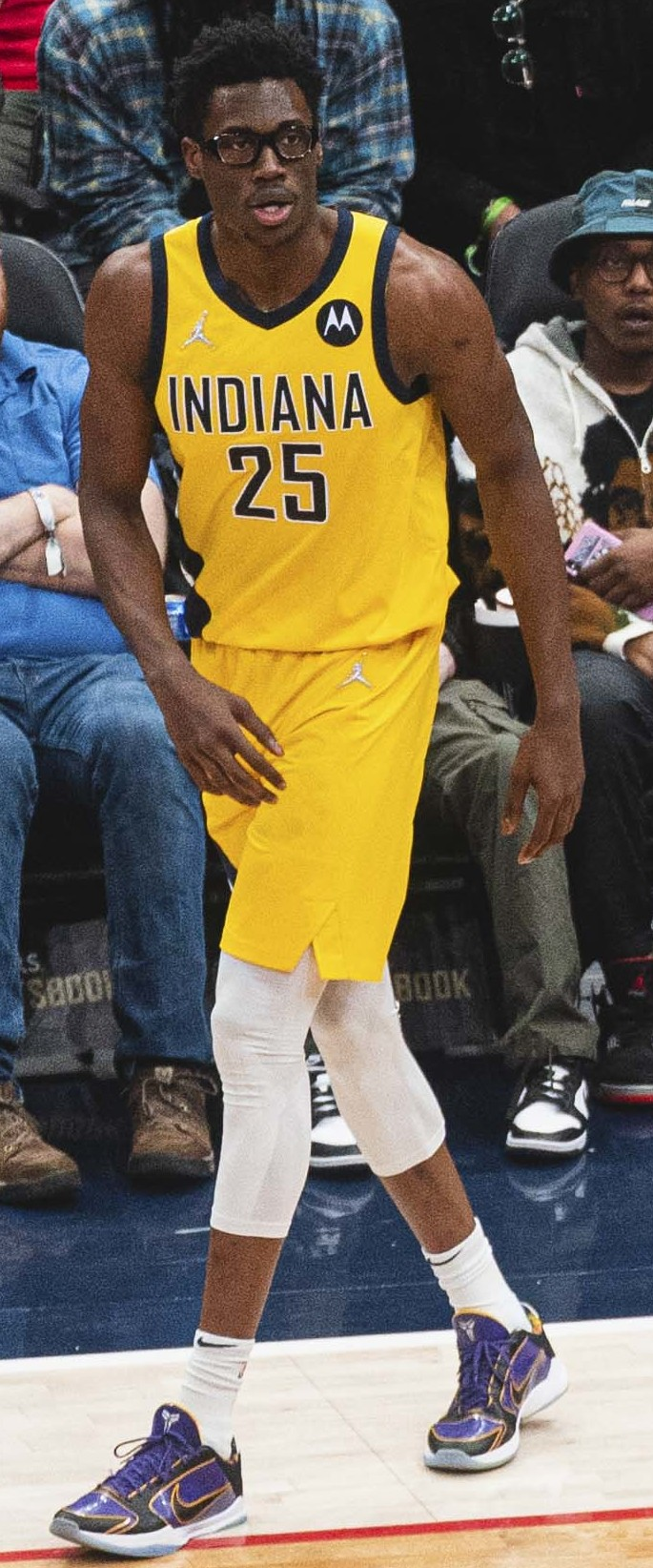
Jalen Smith, 2022.

Jalen Rasheed Smith, född 16 mars 2000 i Portsmouth i Virginia, är en amerikansk professionell basketspelare (C/PF) som spelar för Chicago Bulls i National Basketball Association (NBA). Han har tidigare spelat för Phoenix Suns och Indiana Pacers.
Smith draftades av Phoenix Suns i första rundan i 2020 års draft som tionde spelare totalt.
Innan han blev proffs studerade Smith på University of Maryland och spelade för deras idrottsförening Maryland Terrapins.